# Petr Nerad
Petr Nerad (* 6. února 1994) je bývalý český profesionální fotbalista, který hrával na pozici ofensivního záložníka. Je bývalým českým mládežnickým reprezentantem.
Petr Nerad nastoupil v české nejvyšší soutěži poprvé v sezóně 2011/12; odehrál 55 zápasů a vstřelil 6 gólů.

## Klubová kariéra
Svoji fotbalovou kariéru začal v Sokole Řepy, odkud v roce 2002 přestoupil v do mládeže Bohemians Praha 1905. V zimním přestupovém období sezony 2011/12 se propracoval do prvního týmu. Na jaře 2012 s mužstvem sestoupil do 2. ligy, ale již po roce se s Bohemians vrátil do nejvyšší soutěže.
Dne 23. února 2015 odešel na hostování do klubu FC Vysočina Jihlava. V létě 2015 do mužstva natrvalo přestoupil.
Dne 21. července 2016 odešel na roční hostování do klubu FC Baník Ostrava. V létě 2017 se vrátil z hostování zpátky do Jihlavy.
Po návratu z Baníku odehrál Nerad v dresu Jihlavy jen dvě ligová utkání a v lednu 2018 odešel na půlroční hostování do Táborska.

## Reprezentační kariéra
Je bývalým mládežnickým reprezentantem České republiky od kategorie U16. Zúčastnil se Mistrovství světa hráčů do 17 let 2011 v Mexiku, kde byla ČR vyřazena již v základní skupině D po 1 výhře a 2 porážkách. Nastupoval rovněž za výběry U18, U19, U20 a U21.